# برزیل در المپیک تابستانی ۱۹۴۸
برزیل در بازی‌های المپیک تابستانی ۱۹۴۸ که در شهر لندن انگلستان برگزار شد، کاروان برزیل با ۷۰ ورزشکار در این رقابت‌ها شرکت کرد و موفق به کسب ۱ مدال (۰ طلا، ۰ نقره، ۱ برنز) شد. در جدول رتبه‌بندی توزیع مدال‌ها، برزیل در ردهٔ ۳۴ مسابقات قرار گرفت.